# Haworthia
Haworthia é uma planta que tem cativado a imaginação e o coração de entusiastas de jardinagem e paisagismo ao redor do mundo. Originária da África do Sul, essa suculenta robusta e pequena tornou-se popular devido à sua facilidade de cultivo, além da beleza única de suas folhas espessas e esculpidas, muitas vezes marcadas por padrões intrincados e cores marcantes.
O seu caráter adaptável a ambientes internos, juntamente com a capacidade de prosperar com mínimos cuidados, fez com que a Haworthia se tornasse uma favorita tanto para iniciantes na jardinagem como para cultivadores experientes. É uma planta que torna a jardinagem uma atividade prazerosa e acessível.
Este artigo irá mergulhar no fascinante universo das Haworthias. Detalharemos como propor um ambiente ideal para essas belezas naturais florescerem em seções como “Cuidados essenciais para sua Haworthia prosperar“, onde abordaremos aspectos vitais como rega, iluminação, solo, fertilizantes, e outros detalhes críticos para manter sua Haworthia saudável e vibrante.
Haworthia é um género botânico pertencente à família Asparagaceae.

## Espécies
- Haworthia agnis Battista
- Haworthia akaonii M.Hayashi
- Haworthia albispina M.Hayashi
- Haworthia amethysta M.Hayashi
- Haworthia angustifolia Haw.
- Haworthia ao-onii M.Hayashi
- Haworthia aquamarina M.Hayashi
- Haworthia arabesqua M.Hayashi
- Haworthia arachnoidea (L.) Duval
- Haworthia aristata Haw.
- Haworthia attenuata (Haw.) Haw.
- Haworthia azurea M.Hayashi
- Haworthia bathylis M.Hayashi
- Haworthia bayeri J.D.Venter & S.A.Hammer
- Haworthia bella M.Hayashi
- Haworthia blackburniae W.F.Barker
- Haworthia bolusii Baker
- Haworthia borealis M.Hayashi
- Haworthia breueri M.Hayashi
- Haworthia bronkhorstii M.Hayashi
- Haworthia bruynsii M.B.Bayer
- Haworthia caerulea M.Hayashi & Breuer
- Haworthia caesia M.Hayashi
- Haworthia calva M.Hayashi
- Haworthia candida M.Hayashi
- Haworthia capillaris M.Hayashi
- Haworthia chloracantha Haw.
- Haworthia coarctata Haw.
- Haworthia cooperi Baker
- Haworthia crausii M.Hayashi
- Haworthia crinita M.Hayashi
- Haworthia crystallina M.Hayashi
- Haworthia cummingii Breuer & M.Hayashi
- Haworthia cymbiformis (Haw.) Duval
- Haworthia davidii (Breuer) M.Hayashi & Breuer
- Haworthia decipiens Poelln.
- Haworthia devriesii Breuer
- Haworthia diaphana M.Hayashi
- Haworthia elizeae Breuer
- Haworthia emelyae Poelln.
- Haworthia emeralda M.Hayashi
- Haworthia eminens M.Hayashi
- Haworthia enigma M.Hayashi
- Haworthia esterhuizenii M.Hayashi
- Haworthia exilis M.Hayashi
- Haworthia fasciata (Willd.) Haw.
- Haworthia flavida M.Hayashi
- Haworthia floccosa M.Hayashi
- Haworthia florens M.Hayashi
- Haworthia floribunda Poelln.
- Haworthia fluffa M.Hayashi
- Haworthia foliosa Haw.
- Haworthia fukuyae M.Hayashi
- Haworthia glabrata (Salm-Dyck) Baker
- Haworthia glauca Baker
- Haworthia gracilis Poelln.
- Haworthia hamata M.Hayashi
- Haworthia harryi M.Hayashi
- Haworthia hastata M.Hayashi
- Haworthia hayashii M.Hayashi
- Haworthia heidelbergensis G.G.Sm.
- Haworthia herbacea (Mill.) Stearn
- Haworthia hisui M.Hayashi
- Haworthia indigoa M.Hayashi
- Haworthia integra Poelln.
- Haworthia jadea M.Hayashi
- Haworthia jansenvillensis Breuer
- Haworthia jeffreis M.Hayashi
- Haworthia kemari M.Hayashi
- Haworthia kingiana Poelln.
- Haworthia koelmaniorum Oberm. & D.S.Hardy
- Haworthia lachnosa M.Hayashi
- Haworthia laeta M.Hayashi
- Haworthia latericia M.Hayashi
- Haworthia ligulata M.Hayashi
- Haworthia limifolia Marloth
- Haworthia lockwoodii Archibald
- Haworthia longiana Poelln.
- Haworthia maculata (Poelln.) M.B.Bayer
- Haworthia magnifica Poelln.
- Haworthia maraisii Poelln.
- Haworthia marginata (Lam.) Stearn
- Haworthia marmorata M.Hayashi
- Haworthia marumiana Uitewaal
- Haworthia marxii Gildenh.
- Haworthia minor (Aiton) Duval
- Haworthia mirabilis (Haw.) Haw.
- Haworthia mollis M.Hayashi
- Haworthia monticola Fourc.
- Haworthia mortonii Breuer
- Haworthia mucronata Haw.
- Haworthia mutica Haw.
- Haworthia nigra (Haw.) Baker
- Haworthia nigrata M.Hayashi
- Haworthia nortieri G.G.Sm.
- Haworthia oculata M.Hayashi
- Haworthia odetteae Breuer
- Haworthia ohkuwae M.Hayashi
- Haworthia opalina M.Hayashi
- Haworthia outeniquensis M.B.Bayer
- Haworthia parksiana Poelln.
- Haworthia pectinis M.Hayashi
- Haworthia pilosa M.Hayashi
- Haworthia pubescens M.B.Bayer
- Haworthia pulchella M.B.Bayer
- Haworthia pumila (L.) Duval
- Haworthia pungens M.B.Bayer
- Haworthia pusilla M.Hayashi
- Haworthia pygmaea Poelln.
- Haworthia regalis M.Hayashi
- Haworthia regina M.Hayashi
- Haworthia reinwardtii (Salm-Dyck) Haw.
- Haworthia reticulata (Haw.) Haw.
- Haworthia retusa (L.) Duval
- Haworthia sapphaia M.Hayashi
- Haworthia scabra Haw.
- Haworthia schoemanii M.Hayashi
- Haworthia scottii Breuer
- Haworthia semiviva (Poelln.) M.B.Bayer
- Haworthia serrata M.B.Bayer
- Haworthia sordida Haw.
- Haworthia sparsa M.Hayashi
- Haworthia springbokvlakensis C.L.Scott
- Haworthia subhamata M.Hayashi
- Haworthia subularis M.Hayashi
- Haworthia succinea M.Hayashi
- Haworthia tarkasia M.Hayashi
- Haworthia tauteae Archibald
- Haworthia teres M.Hayashi
- Haworthia tradouwensis Breuer
- Haworthia tretyrensis Breuer
- Haworthia truncata Schönland
- Haworthia turgida Haw.
- Haworthia variegata L.Bolus
- Haworthia veltina M.Hayashi
- Haworthia venetia M.Hayashi
- Haworthia venosa (Lam.) Haw.
- Haworthia villosa M.Hayashi
- Haworthia violacea M.Hayashi
- Haworthia viscosa (L.) Haw.
- Haworthia vlokii M.B.Bayer
- Haworthia wittebergensis W.F.Barker
- Haworthia zantneriana Poelln.
- Haworthia zenigata M.Hayashi